# Ecnomina spinosa
Ecnomina spinosa là một loài Trichoptera trong họ Ecnomidae. Chúng phân bố ở miền Australasia.